# Deep Zone
A Deep Zone egy bolgár zenekar, amelyet 2000-ben alapítottak meg Szófiában, Bulgária fővárosában. Jelenlegi tagjai: Joanna Dark (ének), DJ Dian Solo (DJ) és JuraTone (gitár). DJ Balthazarral együtt ők képviselték Bulgáriát a 2008-as Eurovíziós Dalfesztiválon Belgrádban, Szerbiában.

## Kezdeti évek
Első, debütáló albumukat 2002-ben adták ki Ela Izgrey címen. Ez az album a 2002-es MTV Awards-on öt jelölést is kapott, amelyből a The Best Song, azaz a Legjobb Szám díjat el is nyerték albumuk névadó dalával. A díj átvétele után a szám nagyon híres lett, és az egész Balkánon ezt a számot játszották a klubok. Egy évre rá, azaz 2003. május 31-én szintén az MTV Awards-on a Without Caffeine című számmal a legjobb klubszám díját nyerték el. 2007-ben felkarolta őket DJ Balthazar, és rögtön két kislemezzel jelentkeztek: Welcome to the Loop és a DJ, take me away. A DJ, take me away c. szám elnyerte a legjobb délkelet-európai szám díjat a SEEME Zenei Díjátadógálán. Bulgáriában eközben az összes jelölést megkapta, amit egy szám kaphat, és a MTV World Chart Express listáján a második helyig jutott el.

## Eurovíziós Dalfesztivál, 2008
DJ Balthazar felkarolás után a leghíresebb számukkal, a DJ, take me away-jel megpróbálkoztak a bolgár nemzeti döntőben. Azt fölényesen nyerték és nagy reményekkel vágtak neki a 2008-as Eurovíziós Dalfesztiválnak, amely Belgrádban került megrendezésre. Május 22-én léptek fel, a második elődöntőben. Az elődöntőben 56 pontot kapva a 11. helyen végeztek, pont eggyel lecsúszva ezzel a döntőről.

## Az Eurovíziós Dalfesztivál utáni évek
Az Eurovízión 150 millióan nézték végig őket, és sok országba meghívták őket (pl.: Portugáliába: Lisszabonba, Ukrajnába: Kijevbe, Máltára, Törökországba: Isztambulba, Görögországba: Athénba, Romániába: Bukarestbe, Szerbiába: Belgrádba, Ciprusra, USA-ba: Las Vegasba, Washingtonba, Los Angelesbe, Chicagóba és még sok más helyre). Ez év szeptemberében kiadták első kislemezüket a 2008-as Eurovíziós Dalfesztivál után, Let the music move ya címmel, és gyorsan bekerült az első háromba a Bolgár Zenei Listán.

## Tagok

### Joanna Dark
Joanna Dark (eredeti nevén: Joanna Dragneva, cirill írással: Йоанна Драгнева; Szófia, Bulgária, 1986. május 24.) egy zenei családban született. Hatéves korában elkezdett trombitázni és zongora órákat is vett. Zenei karrierje 1997-ben kezdődött, amikor is egy gyerekműsor műsorvezetője és vokalistája volt. Később a Hello és a Melo TV Mania műsorvezetője lett. Eközben a Lubomir Pipkov Zenei Egyetem hallgatója volt. Az egyetem után összetalálkozott DJ Dian Soloval és JuraTone-nal és megalapították a Deep Zone-t. 2008-ban a 2008 10 legszexisebb vokalistája díjra jelölték, ám végül "csak" a 2008 Év Nője díjat kapta meg.

### DJ Dian Solo
'DJ Dian Solo vagy csak Dian Solo (eredeti nevén Dian Savov, cirill írással Дйан Савов)
egy zenei családban született. Nyolcéves korában már tudott zongorázni, szaxofonozni, gitározni és elektromos gitáron is játszott már. 1993-ban kezdett el lemezlovaskodni, és 1998-ban megválasztották az év legjobb DJ-ének.

### JuraTone
JuraTone (eredeti nevén Lubomir Mihajlov Savov, cirill írással: Любомир Михайлов Савов; Várna, Bulgária, 1953. január 27.) 12 évesen kezdett el a zenével foglalkozni, ekkor kezdett el gitározni, és furulyázni az iskolai zenekarban. A középiskolában pár barátjával megalapítottak egy rock zenekart. Az egyetem után 15 évig különböző zenekarokban játszott Bulgárián és Európán belül. Egy lemezstúdiót birtokol, amelyben a Deep Zone az első lemezeit vette fel.

## Albumok
| Év   | Album            |
| 2002 | Ela Izgrey       |
| 2003 | Blizam v tebe    |
| 2006 | Ledeno kafe      |
| 2008 | DJ, take me away |
| 2010 | Dance energy'    |